# Špik
Le Špik est un sommet des Alpes, à 2 473 mètres d'altitude, dans les Alpes juliennes, en Slovénie. La montagne, qui est située au sein du parc national du Triglav, est une des plus importantes montagnes du parc qui culmine au mont Triglav à 2 864 mètres.